# FC Linz
FC Linz foi um clube de futebol austríaco, com sede em Linz, dissolvido em 1997. 

## História
Criado em 1946, pela empresa VÖEST steel company, o time foi renomeado em 1949 para FC VÖEST Linz, o clube teve ascensão na sua história para a primeira divisão nacional, porém foi dissolvido em 1997. 
Em 1997, o FC Blau-Weiß Linz foi fundado e manteve a tradição e cultura da equipe, mantendo o forte derby de Linz, contra o LASK Linz. 

## Títulos
- Campeonato Austríaco de Futebol: 1974
- Erste Liga (2): 1991, 1996
- Áustria Regional League: 1969

## Copas Europeias
| Temporada | Competição            | Rodada | País              | Clube             | Resultados       |
| --------- | --------------------- | ------ | ----------------- | ----------------- | ---------------- |
| 1972/73   | Copa da UEFA          | 1      | Alemanha Oriental | Dynamo Dresden    | 0–2 (A), 2–2 (H) |
| 1974/75   | UEFA Champions League | Qual   | Espanha           | FC Barcelona      | 0–0 (H), 0–5 (A) |
| 1975/76   | Copa da UEFA          | 1      | Hungria           | Budapest Vasas SC | 2–0 (H), 0–4 (A) |
| 1980/81   | Copa da UEFA          | 1      | Checoslováquia    | TJ Zbrojovka Brno | 1–3 (A), 0–2 (H) |